# Ammophila sjoestedti
Ammophila sjoestedti är en biart som beskrevs av Gussakovskij 1934. Ammophila sjoestedti ingår i släktet Ammophila och familjen grävsteklar. Inga underarter finns listade i Catalogue of Life.